# Admestina
Admestina (Peckham & Peckham, 1888) è un genere di ragni appartenente alla famiglia Salticidae.

## Distribuzione
Le 3 specie oggi note di questo genere sono diffuse prevalentemente in USA e Canada.

## Tassonomia
A dicembre 2010, si compone di tre specie:
- Admestina archboldi Piel, 1992 — USA
- Admestina tibialis (C. L. Koch, 1846)[2] — USA
- Admestina wheeleri Peckham & Peckham, 1888 — USA, Canada

### Specie trasferite
- Admestina bitaeniata Simon, 1901; trasferita al genere Admesturius Galiano, 1988, a seguito di uno studio della stessa Galiano nel 1988[1].
- Admestina insularis Banks, 1902; trasferita al genere Helvetia Peckham & Peckham, 1894 con la denominazione provvisoria di Helvetia insularis (Banks, 1902); a seguito di uno studio degli aracnologi Ruiz e Brescovit del 2008 è stata riconosciuta la sinonimia di questi esemplari con Helvetia albovittata Simon, 1901[1].